# Tour du Pays basque 1925
Le Tour du Pays basque 1925, encore appelé Circuit du Nord, se tient du 6 au 9 août sur 3 étapes pour un total de 670 km.

## Généralités
- Ottavio Bottecchia, grand favori de l'épreuve, est contraint à l'abandon au cours de la seconde étape.
- Après la domination française lors du Tour du Pays basque 1924, ce sont cette fois les Belges qui occupent les meilleures places.

## Les étapes
| Étape     | Date   | Villes étapes               | Distance (km) | Vainqueur d'étape        | Leader du classement général |
| 1re étape | 6 août | Bilbao - Pampelune          | 227           | Joseph Pé Belgique       | Joseph Pé Belgique           |
| 2e étape  | 7 août | Pampelune - Saint-Sébastien | 270           | Félix Sellier Belgique   | Joseph Pé Belgique           |
| 3e étape  | 9 août | Saint-Sébastien - Bilbao    | 173           | Auguste Verdyck Belgique | Auguste Verdyck Belgique     |

## Classement
| \| 1er \| Auguste Verdyck Belgique \| 24 h 50 min 34 s \| \| \| 2e \| Joseph Pé Belgique \| à 5 min 33 s \| \| \| 3e \| Marcel Bidot France \| à 9 min 40 s \| \| \| 4e \| Berten Dejonghe Belgique \| à 12 min 46 s \| \| \| 5e \| Adelin Benoît Belgique \| à 15 min 07 s \| \| \| 6e \| Camille Van De Casteele Belgique \| à 26 min 38 s \| \| \| 7e \| Aimé Dossche Belgique \| à 29 min 00 s \| \| \| 8e \| Louis Mottiat Belgique \| à 30 min 14 s \| \| \| 9e \| Jules Matton Belgique \| à 30 min 40 s \| \| \| 10e \| Jules Buysse France \| à 30 min 48 s \| \| 66 partants, 37 classés |                                  |                  |  |
| 1er | Auguste Verdyck Belgique         | 24 h 50 min 34 s |  |
| 2e | Joseph Pé Belgique               | à 5 min 33 s     |  |
| 3e | Marcel Bidot France              | à 9 min 40 s     |  |
| 4e | Berten Dejonghe Belgique         | à 12 min 46 s    |  |
| 5e | Adelin Benoît Belgique           | à 15 min 07 s    |  |
| 6e | Camille Van De Casteele Belgique | à 26 min 38 s    |  |
| 7e | Aimé Dossche Belgique            | à 29 min 00 s    |  |
| 8e | Louis Mottiat Belgique           | à 30 min 14 s    |  |
| 9e | Jules Matton Belgique            | à 30 min 40 s    |  |
| 10e | Jules Buysse France              | à 30 min 48 s    |  |